# Лейден (Массачусетс)
Лейден (англ. Leyden) — місто (англ. town) в США, в окрузі Франклін штату Массачусетс. Населення — 734 особи (2020).

## Демографія
Згідно з переписом 2010 року, у місті мешкало 711 осіб у 288 домогосподарствах у складі 216 родин. Було 325 помешкань
Расовий склад населення:
| - 98,3 % — білих - 1,1 % — азіатів - 0,1 % — корінних американців |

До двох чи більше рас належало 0,3 %. Частка іспаномовних становила 1,1 % від усіх жителів.
За віковим діапазоном населення розподілялося таким чином: 18,0 % — особи молодші 18 років, 70,7 % — особи у віці 18—64 років, 11,3 % — особи у віці 65 років та старші. Медіана віку мешканця становила 49,0 року. На 100 осіб жіночої статі у місті припадало 104,9 чоловіків;  на 100 жінок у віці від 18 років та старших — 99,0 чоловіків також старших 18 років.
Середній дохід на одне домашнє господарство  становив 93 438 доларів США (медіана — 76 771), а середній дохід на одну сім'ю — 88 655 доларів (медіана — 80 000). Медіана доходів становила 61 058 доларів для чоловіків та 40 208 доларів для жінок. За межею бідності перебувало 5,2 % осіб, у тому числі 10,8 % дітей у віці до 18 років та 2,7 % осіб у віці 65 років та старших.
Цивільне працевлаштоване населення становило 406 осіб. Основні галузі зайнятості: освіта, охорона здоров'я та соціальна допомога — 27,6 %, будівництво — 11,8 %, виробництво — 8,6 %, роздрібна торгівля — 8,4 %.